# Bateria de Tallaferro
La Bateria de Tallaferro és un emplaçament d'artilleria d'època moderna del terme comunal de Cotlliure, a la comarca del Rosselló, de la Catalunya del Nord. Està situada a la zona més meridional del terme de Cotlliure, en el vessant nord del Pic de Tallaferro, a prop i també al nord del Coll de Tallaferro. Constituïa part de les defenses meridionals de la vila i del port de Cotlliure, així com de la Costa Vermella.